# Maskirovka
Maskirovka är en rysk militärteknisk term för metoder, verktyg, utrustning, med mera, som syftar till att vilseleda en fiende i händelse av en konfliktsituation.
| ”                                                           | Konsten att säkerställa framgång i strid, bestående av ett komplex av åtgärder för att vilseleda avseende läge och stridsvärde hos förband och objekt och stridsplaner... | „ |
| – Sovjetiska militärencyklopedin (Berlin, tysk utgåva 1964) | |   |

## Galleri

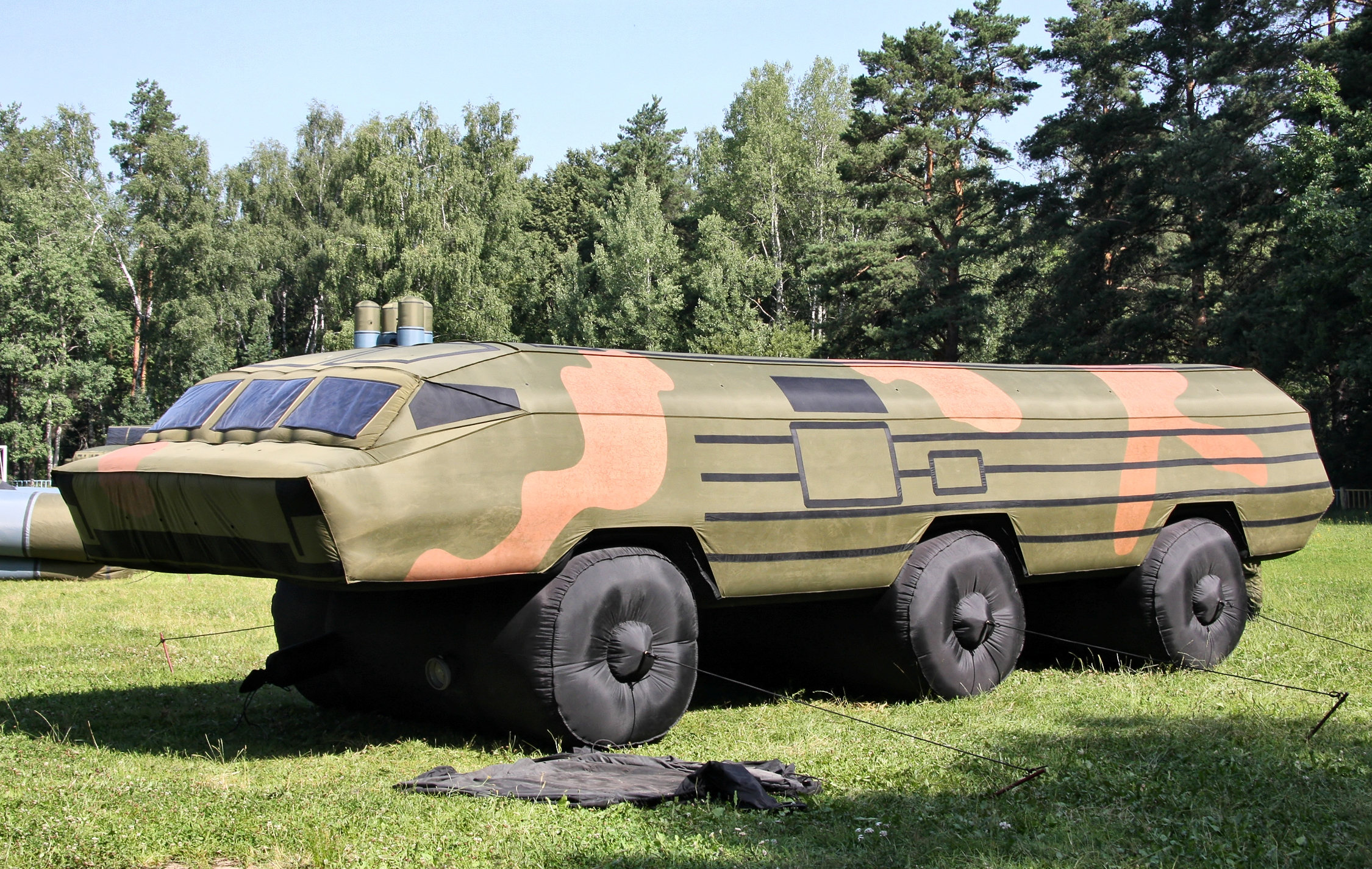
Falskt Tochka-U-fordon
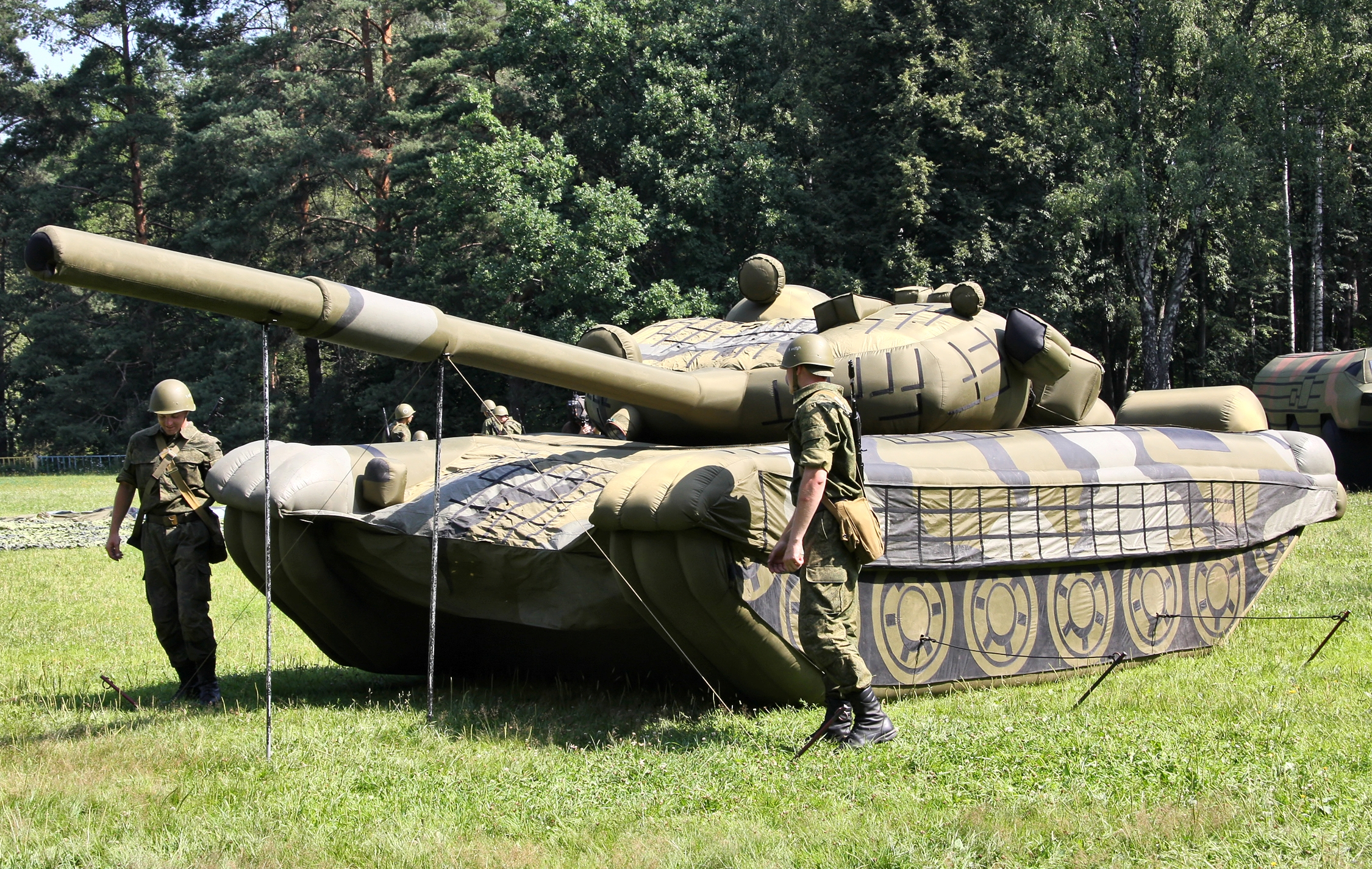
Falsk T-72-stridsvagn
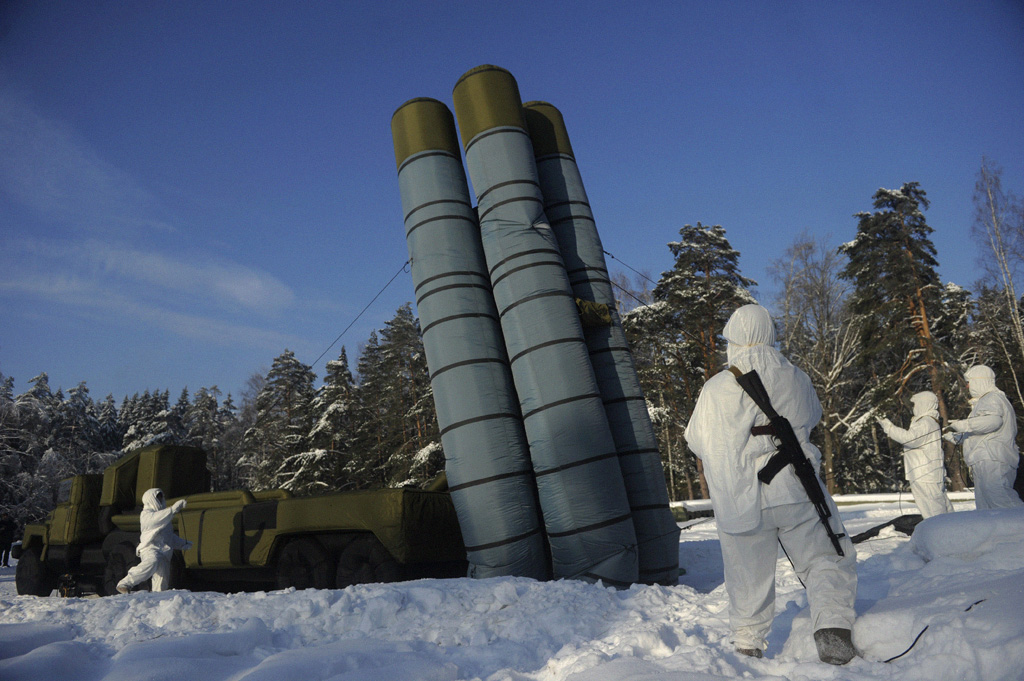
Falsk luftvärnsrobotsystem av uppblåsbara element.